# La Planée
La Planée é uma comuna francesa na região administrativa de Borgonha-Franco-Condado, no departamento de Doubs. Estende-se por uma área de 13 km². Em 2010 a comuna tinha 324 habitantes (densidade: 24,9 hab./km²).